# Andrija Terzić
Andrija Terzić (Užicе, 5. septembar 1980) srpski je književnik.

## Školovanje
Bio je đak užičke gimnazije opredeljen za prirodno-matematički smer. Kasnije se opredeljuje da studira na Fakultetu političkih nauka Univerziteta u Beogradu.
Nato agresija na Srbiju, 1999. godine i petooktobarska revolucija 2000. godine, odvajaju ga od akademskih obaveza. Nedugo zatim, on napušta Srbiju i nekoliko godina provodi u zemljama Evropske unije. Tamo nastaje njegov književni prvenac, roman, „Preko puta – istina”, koji objavljuje 2014. godine. Roman je označio put Terzićevog talenta. Štampan je u preko dvadeset hiljada primeraka i promovisan u više od četrdeset gradova širom Srbije i regiona:
- u Nemačkoj;
- Norveškoj;
- Švedskoj;
- i u Kini.

## Romani i njihova uspešnost
Na prvom predstavljanju romana Preko puta – istina (Градски културни центар Ужице, 22. oktobar 2014) okupilo se više od četiristo ljudi. Potpisano je sto devedeset i dva primerka i oboren rekord prodatih knjiga na jednoj promociji. Na Međunarodnom sajmu knjiga u Beogradu 2014. godine, drugog dana, bio je najprodavaniji pisac. Mediji su se zainteresovali za Terzićev književni izraz, ali i biografiju. Izlazak romana propratili su štampani i elektronski mediji regiona, a Terzić za kratko vreme postaje jedan od najcitiranijih autora na internetu, sa preko trista hiljada pratilaca. Na sedmom međunarodnom književnom festivalu „Dani prijatelja knjige” u Rijeci i na Prvoj konferenciji kulturne mreže Jugoistočne Evrope u Zagrebu, romanu stižu prva književna priznanja. Na skupu malih izdavača u Srbiji Preko puta – istina je proglašena za najtiražniju knjigu 2014. godine. Interesantno je da je debitantski roman Preko puta – istina za kratko vreme ustalasao književnu javnost i prešao granice Srbije. Jedan od kurioziteta koji ga prati jeste organizacija promocije u Diplomatskom centru Pekinga, gde mu je ponuđena saradnja za kinesko književno tržište.
Drugi roman Plivač (izdavač Градски културни центар Ужице) je objavljen 12. juna 2016. godine. Prvi tiraž od pet hiljada primeraka je rasprodat u rekordnom roku, a već nakon šest meseci, krajem januara 2017, izašao je iz Evrope i predstavljen na ex-yu dijaspori u Dubaiju o čemu su izvestili relevantni internet portali iz Ujedinjenih arapskih emirata. Roman Plivač je u procesu prevoda na četiri jezika. Terzić ga je konkurisao za Nin-ovu nagradu 2016. godine, a njegov put se nastavlja iznenađenjima koja autor najavljuje nastavkom romana 2017. godine.
Roman „Plivač” je ušao u konkurenciju za prestižnu regionalnu Nagradu za književno stvaralaštvo „Mirko Kovač”.
77. promociju romana obeležio je u prestonici SAD, u Vašingtonu nekoliko dana nakon promocije u Čikagu. Pored pisanja, Terzić se oprobao i u glumi - u novom serijalu druge sezone hit serije
„Ubice mog oca” i u novom filmu „Zaspanka za vojnike” reditelja i koscenariste Predraga Antonijevića.

## Spoljašnje veze
- Andrija Terzić na sajtu  (jezik: engleski)
- Debitantski roman predstavljen u Pekingu
- Promocija knjiga Preko puta — istina i Plivač Архивирано на веб-сајту  (2. јануар 2018)
- Promocija knjige Preko puta u Pekingu
- Preko puta — istina u Frankfurtu